# 549 (číslo)
Pět set čtyřicet devět je přirozené číslo. Následuje po čísle pět set čtyřicet osm a předchází číslu pět set padesát. Římskými číslicemi se zapisuje DXLIX nebo DIL a řeckými číslicemi φμθ.

## Matematika
549 je:
- Deficientní číslo
- Složené číslo
- Nešťastné číslo

## Astronomie
- (549) Jessonda je planetka hlavního pásu, kterou objevil v roce 1904 Max Wolf

## Roky
- 549
- 549 př. n. l.